# 205. Infanterie-Division (Wehrmacht)
Die 205. Infanterie-Division war ein Großverband der Wehrmacht im Deutschen Reich.

## Geschichte

### Aufstellung
Die 205. Infanterie-Division wurde im August 1939 zunächst unter der Bezeichnung 14. Landwehr-Division in Freiburg im Breisgau/Wehrkreis V Stuttgart aufgestellt und am 1. Januar 1940 als Division der 3. Aufstellungswelle in die 205. Infanterie-Division umgruppiert.
Nach dem erfolgreichen Westfeldzug wurde die Division am 17. Juli 1940 bis auf das Stammpersonal beurlaubt und erst im Februar 1941 wieder einberufen.

### Unternehmen Barbarossa
Ab 1941 nahm die Division im Rahmen der Heeresgruppe Mitte am Deutsch-Sowjetischen Krieg teil.
Sie bewährte sich bei den Gefechten im Raum Welikije Luki und bei den Abwehrkämpfen an der Nahtstelle zwischen den Heeresgruppen Mitte und Nord bei Newel, unter deren Kommando sie Ende 1943 gestellt wurde.

### Kurland
Bei der Heeresgruppe Nord  kämpfte der Verband 1944 im Kessel von Kurland.

### Kapitulation
Die Division gehörte zu den wenigen Großverbänden, die bei der bedingungslosen Kapitulation am 8. Mai geschlossen den Weg in die sowjetische Gefangenschaft antraten.
Unterstellung und Einsatzräume
|                |         |                |              |               |
| Datum          | Korps   | Armee          | Heeresgruppe | Einsatzraum   |
| Januar 1940    | XXV     | 7. Armee       | C            | Oberrhein     |
| Februar 1940   | z. Vfg. | OKH            |              |               |
| Juni 1940      | VI      | 2. Armee       | A            | Frankreich    |
| Juli 1940      | z. Vfg. | 12. Armee      | C            | Frankreich    |
| August 1940    |         |                | OKW          | beurlaubt     |
| März 1941      | XXV     | 6. Armee       | D            | Atlantik      |
| Mai 1941       | XXV     | 6. Armee       | D            | Atlantik      |
| Februar 1942   | z. Vfg. |                | Mitte        | Witebsk       |
| März 1942      | LIX     | 3. Panzerarmee | Mitte        | Welisch       |
| November 1942  | XXXXI   | 9. Armee       | Mitte        | Welikije Luki |
| Dezember 1942  | VI      | 9. Armee       | Mitte        | Welikije Luki |
| Februar 1943   | LIX     | 3. Panzerarmee | Mitte        | Welikije Luki |
| März 1943      | z. Vfg. | 3. Panzerarmee | Mitte        | Welikije Luki |
| April 1943     | XXXXIII | 3. Panzerarmee | Mitte        | Welikije Luki |
| Oktober 1943   | XXXXIII | 16. Armee      | Nord         | Newel         |
| Januar 1944    | I       | 16. Armee      | Nord         | Newel         |
| Juli 1944      | II      | 16. Armee      | Nord         | Polozk        |
| August 1944    | XXXXIII | 16. Armee      | Nord         | Dünaburg      |
| September 1944 | I       | 16. Armee      | Kurland      | Kurland       |
| Oktober 1944   | VI. SS  | 16. Armee      | Kurland      | Kurland       |
| November 1944  | z. Vfg. |                | Kurland      | Kurland       |
| Dezember 1944  | XXXVIII | 16. Armee      | Nord         | Kurland       |
| Februar 1945   | XXXVIII | 16. Armee      | Kurland      | Kurland       |
| März 1945      | L       | 18. Armee      | Kurland      | Kurland       |
| April 1945     | XVI     | 16. Armee      | Kurland      | Kurland       |

## Kommandeure
|                   |                                     |                                            |  |
| Datum             | Dienstgrad                          | Name                                       |  |
| 26. August 1939   | Generalmajor/Generalleutnant        | Ernst Richter                              |  |
| 1. März 1942      | Oberst/Generalmajor/Generalleutnant | Paul Seyffardt                             |  |
| 15. Juli 1943     | Oberst                              | Edmund Blaurock                            |  |
| 15. August 1943   | Generalleutnant                     | Paul Seyffardt                             |  |
| 5. November 1943  | Oberst                              | Ernst Michael                              |  |
| 1. Dezember 1943  | Generalmajor/Generalleutnant        | Horst von Mellenthin                       |  |
| 20. Oktober 1944  | Oberst                              | Ernst Biehler (mit der Führung beauftragt) |  |
| 15. November 1944 | Oberst/Generalmajor                 | Karl-Hans Giese                            |  |

## Gliederung

### 1939
- Landwehr-Infanterie-Regiment 33
- Landwehr-Infanterie-Regiment 40
- Landwehr-Infanterie-Regiment 59
- Landwehr-Infanterie-Regiment 182
- Landwehr-Artillerie-Abteilung 14
- Landwehr-Nachrichten-Abteilung 14
- Landwehr-Panzerabwehr-Abteilung 14

### 1940
- Infanterie-Regiment 353
- Infanterie-Regiment 335
- Infanterie-Regiment 358
- Artillerie-Regiment 205
- Pionier-Bataillon 205
- Panzerabwehr-Abteilung 205 (aufgestellt am 1. Januar 1940 durch die Umbenennung der Landwehr-Panzerabwehr-Abteilung 14. Umbenannt am 1. April 1940 in Panzerjäger-Abteilung 205. 1941 bis auf die Panzerjäger-Kompanie 205 aufgelöst)
- Infanterie-Divisions-Nachrichten-Abteilung 205 (am 1. Januar 1940 aus der Landwehr-Divisions-Nachrichten-Abteilung 14 gebildet)
- Infanterie-Divisions-Nachschubführer 205 (am 1. Januar 1940 durch die Umbenennung des Divisions-Nachschubführers 14. Landwehr-Division gebildet. Am 15. Oktober 1942 in Kommandeur der Infanterie-Divisions-Nachschubtruppen 205 umbenannt)

Im Dezember 1941 gab die Division die drei Infanterie-Geschütz-Kompanien an die in den Osten verlegte 88. Infanterie-Division ab.

### 1944
- Grenadier-Regiment 353
- Grenadier-Regiment 335
- Grenadier-Regiment 358
- Füsilier-Bataillon 205 (1943 aus der Radfahr-Schwadron 205 mit vier Kompanien gebildet)
- Artillerie-Regiment 205
- Pionier-Bataillon 205
- Feldersatz-Bataillon 205 (aufgestellt am 15. Juni 1943 mit drei Kompanien)
- Panzerabwehr-Abteilung 205 (Juni 1944)
- Infanterie-Divisions-Nachrichten-Abteilung 205
- Infanterie-Divisions-Nachschubführer 205 (am 1. September 1944 in Versorgungs-Regiment 205 umbenannt).

## Bekannte Divisionsangehörige
- Otto Seitz (1911–1974), war 1970, als General der Infanterie, Leiter der Sektion III im österreichischen Bundesministerium für Landesverteidigung

## Gedenken
Der Gedenkstein für die Gefallenen der Division befindet sich in Schramberg. Ein weiterer Gedenkstein befindet sich in Lahr/Schwarzwald.